# Alessandro D'Addario
Alessandro D'Addario là một cầu thủ bóng đá thi đấu cho câu lạc bộ Tre Fiori và Đội tuyển bóng đá quốc gia San Marino.